# Myristica flosculosa
Myristica flosculosa är en tvåhjärtbladig växtart som beskrevs av James Sinclair.
Myristica flosculosa ingår i släktet Myristica och familjen Myristicaceae. Inga underarter finns listade i Catalogue of Life.